# Адіґені
Адіґені (груз. ადიგენი) – даба (селище міського типу) в мгаре Самцхе-Джавахеті, Грузія. Адміністративний центр однойменного муніципалітету.

## Географія
Адіґені знаходиться у 32 км на захід від Ахалціхе, на південному схилі Месхетського хребта. Через Адіґені протікає річка Квабліані, права притока Мткварі.

## Історія
У 1961 році Адіґені отримало статус даба.

## Населення
Станом на 1 січня 2014 року чисельність населення Адіґені склало 783 мешканців.
| 1989   | 2002  | 2014  |
| ------ | ----- | ----- |
| ↘ 1239 | ↘ 980 | ↘ 783 |

## Інфраструктура
У Адіґені працює тартак та завод мінеральних вод.